# Christine Mwando Katempa
Christine Katempa Mwando, est une personnalité politique congolaise et sénatrice depuis 17 mars 2019 et élue de la province de Tanganyika,,,,.